# 揚羅阿特鄉 (雅洛米察縣)

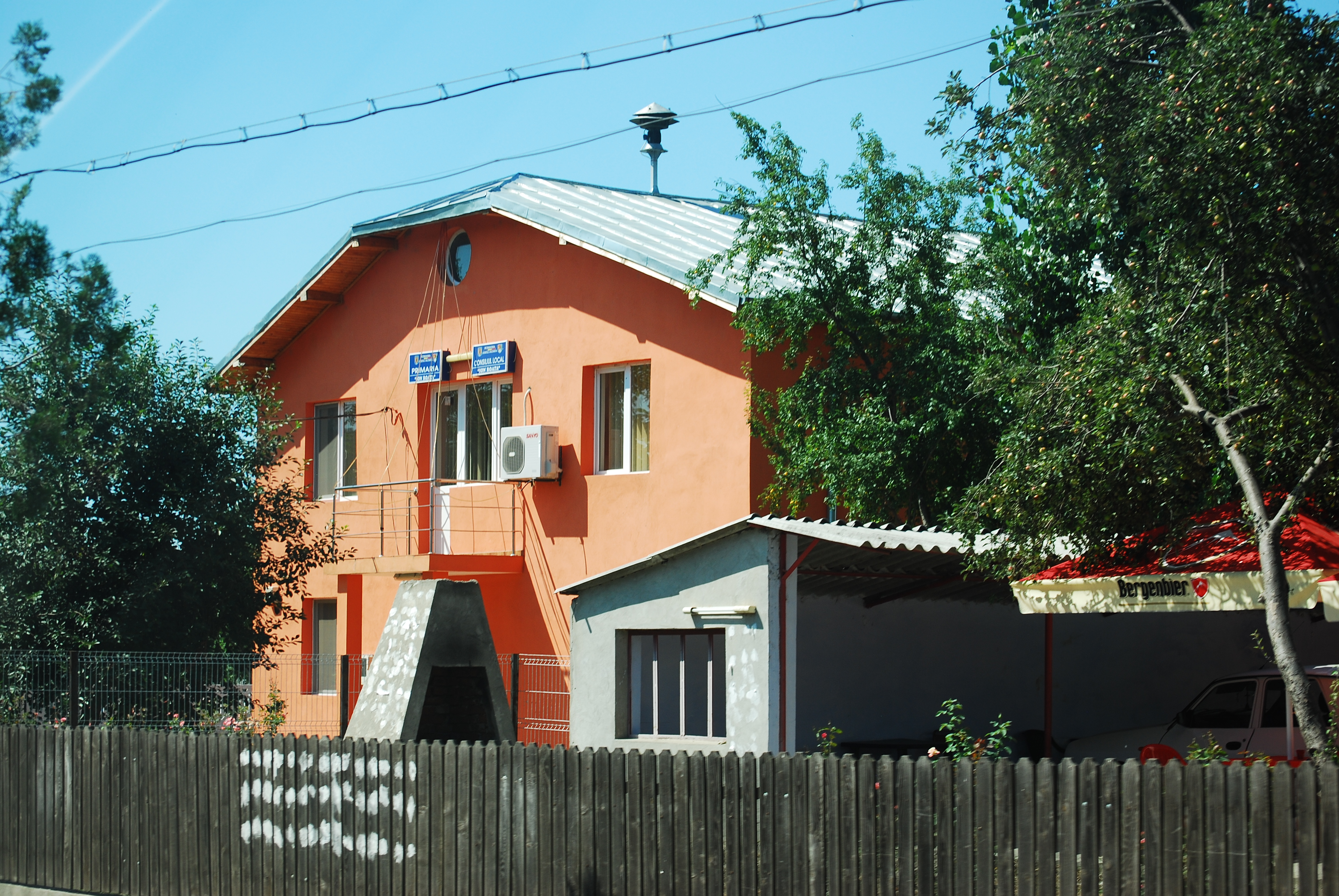

44°40′N 26°46′E / 44.667°N 26.767°E
揚羅阿特鄉（羅馬尼亞語：Comuna Ion Roată, Ialomița），是羅馬尼亞的鄉份，位於該國南部，由雅洛米察縣負責管轄，面積43平方公里，海拔高度49米，2007年人口3,553，人口密度每平方公里82人。